# Locomotive TVV 73-92
Le locomotive 73 ÷ 92 della Tisza videki Vasút (TVV) erano un gruppo di locomotive a vapore, a tender separato, progettate per la trazione di treni passeggeri.

## Storia
Le locomotive, in numero di 20 unità, erano state costruite tra il 1870 e il 1872 dalla fabbrica di locomotive Kessler di Karlsruhe per conto della "kk privilegiata" compagnia ferroviaria ungherese di Tisza (in ungherese: Tisza vidéki Vasút, TVV) che gestiva il bacino ferroviario a est della capitale Budapest posto nel bacino idrografico del fiume omonimo Tisza. Le macchine avevano telaio interno e distribuzione interna.
In seguito alla nazionalizzazione della TVV nel 1880, le macchine pervennero alla MÁV, che le numerò inizialmente 326 ÷ 345; con l'introduzione del nuovo schema di classificazione vennero inserite nel gruppo IId (con numeri 1131 ÷ 1150), e nel 1911 le 17 unità rimaste furono ulteriormente riclassificate nel gruppo 239, con numeri 239,001 ÷ 017.
In seguito ai mutamenti territoriali conseguenti alla prima guerra mondiale, due unità pervennero alle FS italiane, che le classificarono nel gruppo 114, radiandole nel 1927; altre due unità pervennero alle JDŽ jugoslave. Trattandosi di macchine di concezione antiquata vennero alienate o demolite entro gli anni venti.